# Die Eingeborenen von Maria Blut
Die Eingeborenen von Maria Blut ist ein österreichischer Roman von Maria Lazar. Den Roman verfasste sie 1935 im dänischen Exil unter dem Pseudonym Esther Grenen. Die Veröffentlichung wurde erst im Jahr 1958 von ihrer Schwester Auguste Lazar umgesetzt, zehn Jahre nach dem Selbstmord Marias.
Der Titel des Romans vermittelt von Beginn an eine verschworene Gemeinschaft, welche sich gegen alles Fremde wehrt, sowie gegen jene, die versuchen die selbstdefinierte Ordnung zu stören. Diese real existierende Ablehnung und das Heranreifen des Nationalsozialismus Anfang der Dreißigerjahre werden anhand der fiktiven österreichischen Kleinstadt Maria Blut thematisiert. Die Dorfgesellschaft nährt sich von Tratsch, Lügen und falschen Beschuldigungen, bis sich die Lage in nur wenigen Monaten zuspitzt. Jeder ist auf der Suche nach einem Retter, welchen manche in Wunderheilern und Hochstaplern finden, andere in der vergangenen Monarchie und im aufkommenden Nationalsozialismus.

## Inhalt
Der sozialdemokratische Arzt Gustav Lohmann wird zur Behandlung einer akuten Fußverstauchung des Dorfpfarrers Lambert gerufen. Einige Wochen zuvor hatte Lohmann seiner kranken Frau Johanna die letzte Ölung durch den Pfarrer verweigert, um diese vor der Gewissheit des Todes zu schützen. Im Dorf wird jedoch erzählt Lohmann hätte sie mit Morphium getötet, weshalb ihm eine Mordanklage droht. Lohmann hat eine Geliebte in Wien, die jüdische Ärztin Alice, zu der er sich gelegentlich flüchtet. Seine Söhne Adalbert und Ferry entwickeln sich zu jungen Nationalsozialisten, was zunächst nur der Haushälterin Toni Votruba auffällt.
Die wirtschaftliche Lage in Maria Blut ist unbeständig, weshalb sich der Inhaber der Konservenfabrik, Herr Schellbach, zu einer Umstrukturierung zur Erzeugung von Ur- und Raumkraft verleiten lässt. Die Idee kommt von Herr Kapeller, welcher sich später als Hochstapler entlarvt. Viele Einwohner beteiligen sich durch Anteile an dem unseriösen Geschäft. Lohmann ist einer der wenigen, die eine Beteiligung ablehnen.
Hermin Wipplinger, die Schwester von Toni Votruba, führt selbst eine Abtreibung durch, da sie in ihrer finanziellen Lage nicht noch ein Kind durchbringen kann. Ihr Mann, Karl Wipplinger, hatte zunächst in der Konservenfabrik in Kurzarbeit gearbeitet, durch das Raumkraftprojekt jedoch seinen Job verloren. Daniel Meyer, Teilhaber der Rechtsanwaltskanzlei seines Vaters Dr. Meyer-Löw will sich an der Finanzierung des Projekts beteiligen, doch sein Vater verweigert ihm die finanziellen Mittel. Als die Idee der Raumkraft scheitert, erschießt sich Herr Schellbach im Wald.
Der Baron, über welchen gemunkelt wird, er sei ein Nachkomme des Erzherzog Otto, ist bei vielen Handwerkern hoch verschuldet und verfügt nur mehr über seinen treu ergebenen Diener Liebhold. Dieser beginnt, aus Mangel an Holz, die Möbel zu verheizen, da der Baron sein letztes Geld in die Kraftzentrale des Herrn Kapeller investiert hat. Bald darauf stirbt er an einer Blutkrankheit.
Herr Heberger, der örtliche Wirt, hat heimlich Geld in das Projekt investiert, weshalb er Gefahr läuft die Pacht für sein Restaurant im Stiftskeller nicht mehr bezahlen zu können. Seine Frau ist einem anderen Hochstapler verfallen, dem Wunderheiler Weilweis, welchen sie zur Behandlung ihres Asthmas aufsucht. Ihre Tochter Notburga ist vom Glauben an die Muttergottes erfüllt und eifert der Heiligen Therese von Konnersreuth nach. Als sie mit geschlossenen Augen betet, wird ihr vom Bäckermeister Zimmerl, der ihr vermehrt Avancen macht, eine Fünfschillingnote zugeworfen. Notburga hält es für ein Geschenk der Gottesmutter und legt diese in die Hand der Marienfigur der Wallfahrtskirche. Dorthin bringen Pilger normalerweise aus Wachs gegossene Gliedmaßen, um Heilung für diese zu erbitten. Der Fünfschillingschein wird als Marienwunder im Ort diskutiert und sorgt für einen kurzzeitigen wirtschaftlichen Aufschwung durch den Fremdenverkehr, bis sich auch dieses Wunder als Schwindel entpuppt. Der Sohn der Familie Heberger, Notburgas Bruder Vinzenz, kehrt nach dem gescheiterten Versuch in Wien zu studieren nach Hause zurück. Seit seiner Rückkehr pflegt er Kontakt mit dem Oberlehrer Reindl, einem bekennenden Nationalsozialisten. Gemeinsam mit den Söhnen Lohmanns werfen sie in der Fabrik die Fenster ein. Dr. Meyer-Löw plant unterdessen seinen Enkel Anselm nach England zu schicken, da er in der Schule immer stärker schikaniert wird und an seinem Haus ebenfalls ein Fenster eingeworfen wurde.
Der neue Abt des Stiftes beschließt ein Fest für das 700-jährige Jubiläum von Maria Blut zu veranstalten. Bei den vorgetragenen Festansprachen und der zum Abschluss gesungenen Hymne prallen die unterschiedlichsten politischen Lager aufeinander. Lohmann, welcher die letzten Tage in Wien verbracht hatte, begibt sich nicht zum Fest, sondern zu Dr. Meyer-Löw, um eine Partie Schach zu spielen. Sie vernehmen Geräusche und merken, dass die Konservenfabrik gesprengt wurde und brennt.
Zunächst werden durch Gerüchte Bolschewiken für den Brand verantwortlich gemacht, doch Notburga gesteht Pater Lambert in einer Beichte, dass ihr Bruder Vinzenz, Oberlehrer Reindl und die anderen Nationalsozialisten die Täter sind. Einige Zeit später bricht der Pfarrer, unter Alkoholeinfluss, das Beichtgeheimnis und erneut verbreiten sich Gerüchte. Die Gruppe um den Oberlehrer Reindl verdächtigt Vinzenz als Verräter, weshalb sie ihn in einem gemeinschaftlichen Racheakt erschießen.
Anna Neunteufel, die Köchin der Exzellenz Materni, eine ältere Dame, weigert sich nach dem Anschlag das Zimmer von Tassi, dem Enkel der Exzellenz, zu betreten. Tassi hatte zusammen mit Lohmanns Sohn Ferry mit Sprengkörpern experimentiert, wodurch sich eine kleine Explosion ereignete. Die Exzellenz, die diese Geschehnisse und die Zugehörigkeit ihres Enkels mit Nationalsozialisten verdrängt, kündigt Anna Neunteufel und beschuldigt sie des Diebstahles. Beim Durchsuchen des Zimmers der Köchin, wird kein Diebesgut, aber eine Kiste mit Waffen festgestellt. Diese wurden für eine Aktion des Schutzbundes gegen die Heimwehr angeschafft, bei welcher sich neben Anna Neunteufel auch Herr Wipplinger und Toni Votruba beteiligen wollten. Letztendlich werden für den Anschlag an der Konservenfabrik nicht die Nationalsozialisten verantwortlich gemacht, sondern ein Bettler, welcher der Gemeindeleitung schon öfters negativ aufgefallen war.
Herr Heberger ist mit dem letzten Geld der Familie verschwunden, um ein neues Wirtshaus mit dem Namen Attila zu eröffnen. Ausschlaggebend ist das neue Projekt des Herrn Kapeller, welcher das Gold des Hunnenkönigs Attila ausgraben möchte. Toni Votruber erwartet ein Kind vom Mann ihrer Schwester Hermin, Herrn Wipplinger, dem sie während ihren Planungen für den Schutzbund nähergekommen ist. Außerdem droht ihr eine Abschiebung in die Tschechoslowakei. Lohmann organisiert ihr eine Abtreibung in Wien, wo sie untertauchen, und Arbeit finden möchte. Daniel Meyer hat sich mit Elli Schellbach, die nach dem Tod ihres Vaters nach Maria Blut zurückgekehrt ist, verlobt und plant die Fabrik für die Herstellung von Patronen neu zu eröffnen. Diesmal ist er von einem Gewinn überzeugt, da das Vorhaben staatlich gefördert wird.
Lohmann kehrt nach einem längeren Aufenthalt in Wien nach Maria Blut zurück und ist fest entschlossen, sein Leben zu wandeln und sich gegen jegliche Beschuldigungen zur Wehr zu setzen. Er erfährt, dass er in den falschen Zug gestiegen ist, was ihn gänzlich aus dem Konzept bringt. Auf dem Weg zum Speisewagen verwechselt er eine Tür und fällt aus dem Zug.

## Form

### Aufbau
Die Unterteilung der Geschichte wird nicht klassisch in Form von Kapiteln durchgeführt, sondern gliedert sich in Absätze und Szenen, die meist als reine Dialoge verfasst sind. Der Handlungsstrang einer Figur wird dadurch fortlaufend durch den Handlungsstrang einer anderen Person durchbrochen. In Summe setzten sie wie ein Puzzle das Bild von Maria Blut zusammen. Das Schicksal der Personen wird durch äußere Ereignisse in Beziehung gesetzt, aber wenige innere Verbindungen geschaffen. Stattdessen wird die Reaktion der Personen auf dieselben Ereignisse gezeigt.
Der Roman beginnt am Anfang des Jahres 1932, bezieht die Entstehung des Ständestaates im März 1933 mit ein und schließt kurz vor Ende des Jahres 1933 ab. Diese Zeitspanne, lässt sich aufgrund der Einbettung des Romans in historische Ereignisse rückschließen. Die Handlung verläuft anhand dieser Zeitspanne linear, mit ein paar wenigen Zeitsprüngen und gelegentlichen kurzen Rückblenden in die Vergangenheit einiger Figuren. Mit dem plötzlichen Tod Lohmanns hat der Roman ein offenes Ende. Ob es sich bei seinem Tod um einen Unfall oder einen Selbstmord handelt, bleibt unklar.

### Erzählhaltung
Im Roman lässt sich eine auktoriale Erzählstimme feststellen, welche jedoch nur vereinzelt spricht und lediglich einen Kontext schafft. Stattdessen treten immer wieder einzelne Figuren aus der anonymen Menge der Einwohner hervor und stehen in Form von Dialogen oder inneren Monologen für kurze Zeit im Zentrum des Geschehens. Ohne Einleitung beinhaltet ein solcher Dialog zunächst nebensächliche Informationen, wie Bestellungen in einem Lebensmittelgeschäft, bald jedoch auch Gerüchte über Figuren, welche sich gerade nicht am selben Platz befinden. Gespräche stehen dabei oft in direkter Rede, weisen jedoch keine Inquit-Formeln auf. In den Dialogen werden daher die Personennamen meist nicht erwähnt, weshalb sich das Personal im Roman nicht auf eine überschaubare Gruppe beschränkt. Die Passagen im inneren Monolog oder in erlebter Rede einer spezifischen Figur zeigen die Gedankenwelt des Einzelnen, welche kontrastierend zu den Gesprächen der Masse wirken. Dadurch wird der wahre Kern einer Figur entlarvt, was häufig bei Figuren der oberen Schicht Maria Bluts geschieht. Durch den inneren Monolog fällt die Maske der gesellschaftlichen Norm und Anpassung, weshalb sich die Figuren aller Konventionen ihrer Klasse entledigen und nur mehr das ausdrücken, was sie wahrhaftig von einer Sache meinen. Dies geschieht durch eine Veränderung der Sprache, welche nicht mehr dem höflichen Umgang folgen muss. Der Roman setzt sich vollständig aus den verschiedenen Sichtweisen aller Figuren zusammen, wodurch sich dem Leser ein Bild des Gedankenguts der Masse der Stadt Maria Blut abzeichnet.

### Sprache
Die Sprache unterscheidet sich durch das breite Geflecht an Erzählerstimmen. Die Verwendung von Austriazismen lässt sich bei fast allen Figuren finden. Ebenfalls zieht sich Gehässigkeit durch die Sprache der breiten Masse in Maria Blut.
Die Sprache der Nationalsozialisten ist nicht einfach festzumachen, da sie sowohl normale Alltagssprache, dialektale Gespräche, aber auch pathetische Reden beinhaltet. Im geschlossenen Kreis werden antisemitische Parolen verwendet, die an historische Aussagen oder Liedtexte der SA erinnern. Insbesondere Vinzenz Sprache gleicht dem Gedankengut und den Begrifflichkeiten aus Hitlers „Mein Kampf“.
Markant ist außerdem der Einsatz von Dialekt bei einigen Nebenfiguren, wie der Haushälterin im Hause Meyer-Löw, Marischka, welche deutsch nur als Zweitsprache spricht und eigentlich aus Ungarn stammt. Im Fall von Marischka sticht der Inhalt ihrer Reden gegenüber den Defiziten des Wortschatzes hervor, weshalb ihre Sprache nicht minderwertig erscheint, sondern im Gegenteil eine authentische und starke Wirkung zeigt.

## Interpretation

### Figuren

#### Gustav Lohmann
Gustav Lohmann ist bekennender Sozialdemokrat und studierter Arzt. In seiner medizinischen Tätigkeit ist er gewissenhaft und verhilft auch den ärmeren Patienten zu Rezepten, weshalb er in ein Disziplinarverfahren verwickelt wird. In Maria Blut ließ er sich nur auf Bitten seiner Frau nieder, obwohl er lieber in die Hauptstadt Wien gezogen wäre, wohin er sich, nach ihrem Tod, immer öfter flüchtet. Manchmal träumt er davon, als Schiffsarzt auszuwandern und die Hölle der Kleinstadt hinter sich zu lassen. Dabei vernachlässigt er seine drei Kinder Adalbert, Ferry und Hanni. Lohmann erkennt zwar die Entwicklung seiner Söhne zu Nationalsozialisten, sieht sich jedoch nicht in der Lage dies zu verhindern. Die beiden scheinen ihm entglitten zu sein, weshalb er ihnen bloß noch mit Abneigung begegnet und sich vornimmt sich um seine Tochter Hanni zu kümmern. Dies misslingt genauso, da sich Hanni durch seine ständige Abwesenheit mit ihren Ängsten allein gelassen fühlt. Seine fehlende Bereitschaft zu handeln, zeigt sich auch im Bezug auf Maria Blut. Er scheint durch seine Konfliktscheue und Unentschlossenheit die zögerliche Haltung der österreichischen Sozialdemokratie gegenüber dem Aufstieg des Faschismus zu repräsentieren. Erst nach einem längeren Aufenthalt in Wien und dem Besuch einer Einheitsfrontversammlung entschließt er sich die Dinge in die Hand zu nehmen. Sein Tod prophezeit dunkle Zeiten in Österreich.

#### Dr. Meyer-Löw
Dr. Meyer-Löw ist ein älterer, kluger Mann, der als Rechtsanwalt tätig ist. Seitdem sein Haus beschmiert und seine Fenster eingeschlagen wurden, trägt er demonstrativ die Kippa und lässt sich einen Bart wachsen. Im Roman verkörpert er die Stimme der Vernunft, da er als einziger die Ausmaße der tagespolitischen Ereignisse zu verstehen scheint. Er erschafft den Begriff der „Eingeborenen“, um eine Gesellschaft ohne Zivilisation und Regeln zu bezeichnen. Prophezeiend warnt er Lohmann: „Bilden Sie sich ja nicht ein, dass die Eingeborenen nur hier zuhause sind. Die gibt es überall. Aber so sieht es aus, als käme jetzt bei uns das Zeitalter der Eingeborenen. Hoffen wir, dass es sich nicht über die ganze Welt verbreitet.“

#### Honoratioren
Die Honoratioren der Gemeinde, der Bürgermeister Gruber, der Primarius, Dr. Brunnbacher und der Hofrat scheinen von der wirtschaftlichen Lage in Maria Blut nicht beeinflusst zu sein. Sie treffen sich zum Tarockspielen im Stiftskeller oder essen des Öfteren üppige Mahlzeiten. Die Frau des Bürgermeisters gibt Unmengen an Geld für ihre Kleidung und die Schneiderin aus. Der Primarius, welcher sich klar gegen Abtreibungen positioniert, ist für die Anzeige gegen Hermin Wipplinger verantwortlich. Dr. Brunnbacher wird in seiner Tätigkeit als Arzt hoch angesehen, behandelt jedoch nur diejenigen, die sich seine Behandlung leisten können. Politisch stehen alle dem rechten Lager nahe. Die politische Orientierung des Bürgermeisters ist reiner Opportunismus, weshalb über ihn gesagt wird, er sei ein „Schnittel auf alle Suppen“. Gegen Ende des Romans spielt er die Nationalsozialisten im Ort als „Lausbuben“ herunter und schimpft auf die „widerlich humane Moral“. In einem Gespräch mit Dr. Brunnbacher gibt er eine Lösung für das Arbeitslosenproblem: „Große Razzien. Alle diese arbeitsscheuen Elemente kommen in ein eigenes Lager. Ein Bettlerlager. Und dann wird gearbeitet.“ Dr. Brunnbacher hält die Ideen des Bürgermeisters für „Fieberphantasien“. Er selbst unterscheidet zwischen heimattreuen Österreichern und dem „Gesindel“, wie er die Nationalsozialisten bezeichnet.

#### Oberschicht
Der Baron und die Exzellenz Materni verkörpern als Vertreter einer untergegangenen Periode in der Geschichte des Landes gewissermaßen den Rest des alten Österreich. Sie trauern der alten Monarchie nach und kommen mit den neuen, modernen Zeiten nicht zurecht. Der Baron, von seinem treu ergebenen Diener Liebhold stets als Erzherzog angesprochen, wird als illegitimer Sohn des Erzherzog Otto angesehen. Otto Franz Josef war der jüngere Bruder des Thronfolgers Franz Ferdinand von Österreich-Este, dessen Mord 1914 in Sarajewo zum Ausbruch des Ersten Weltkriegs führte. Kurz vor seinem Ableben sinniert der Baron: „Manchmal denk ich, es könnte doch auch anders werden und alles kommt noch einmal, wie es war. Das ganze Unrecht wieder gut gemacht, das Herrscherhaus, es kehrt zurück, die Ringstraße, voll goldener Räder, Uniformen, schwarzgelbe Fahnen, das Volk drängt sich, die Glocken läuten vom Stephansdom, hören Sie Hochwürden, dort spielt man jetzt die Volkshymne, die echte, alte: ‚Gott erhalte, Gott beschütze unsern Kaiser, unser Land.‘“
Exzellenz Materni bildet sich viel auf ihren Status ein, sie hegt einen Hass auf die aktuelle Regierung, auf Juden und Kommunisten. Sie ist antiklerikal eingestellt und misst der Kirche lediglich eine gesellschaftliche Funktion bei. Das Grab ihres verstorbenen Mannes pflegt sie daher gewissenhaft, da dies in ihren Augen eine gute Witwe ausmacht. Zu ihrer Tochter Lily pflegt sie keinen Kontakt mehr, da diese einen Juden geheiratet hat. Stattdessen hadert sie mit dem Schicksal, dass ihr Sohn, der Vater von Tassi, ihr aufgrund seines Einsatzes im Weltkrieg nicht geblieben ist.

### Historische Anspielungen
Maria Lazar, die selbst hochgradig politisch interessiert war, schaffte in ihrem Roman Bezüge zu historischen Personen und Ereignissen aus Österreich. Durch die Abbildung verschiedener Personengruppen im Roman, verknüpft mit real politischen Ereignissen geht die Intention der Autorin hervor, einen Zeitroman der Zwischenkriegszeit zu verfassen, welcher schon die Wurzeln der späteren nationalsozialistischen Diktatur in sich trägt.
Als Schauplatz hat die Autorin eine fiktive Kleinstadt gewählt, die dem Bild eines ländlichen, katholischen Wallfahrtsortes in den Dreißigerjahren entspricht. Im Text finden sich Indizien, aber auch von der Autorin eingestreute Widersprüche, wonach sich die Region eingrenzen lässt. Maria Blut befindet sich westlich von Wien und liegt an der Westbahn. Die Stadt Linz und der Ort Grein befinden sich in der Nähe. Der Name des Pfarrers Lambert könnte auf das Benediktinerstift Lambach verweisen, welches auch im Stiftskeller bewirtet. Bezeichnend ist, dass bewusst die Heimat Adolf Hitlers, Oberösterreich, als Schauplatz gewählt wurde.
Die Zeit, in welcher der Roman verortet ist, wird ebenfalls durch historische Personen und Ereignisse festgemacht. Als Bundeskanzler der neuen Regierung wird Engelbert Dollfuß genannt, der ab Mai 1932 tatsächlich dieses Amt füllte. Von Ignaz Seipel wird als gottselig, also bereits verstorben, gesprochen, dies geschah im August 1932. Die Erwähnung von Genf weist auf die 1932 geleistete weitere Finanzhilfe im Zuge der Bankenkrise des Völkerbundes hin. In seiner letzten Bahnfahrt nach Maria Blut, liest Lohmann einen Artikel über die Wiedereinführung der Todesstrafe, was im November 1933 erfolgte.
Der Wunderheiler Weilweis, der Frau Heberger wegen ihres Asthmas behandelt, basiert auf einem existenten Vorbild, Valentin Zeileis. Dessen umstrittene Strahlentherapie, welche er in Gallspach, ein Ort nahe Lambach, betrieb, fand gegen Ende der Zwanzigerjahre ungeheuren Zulauf an Patienten. In den Medien wurde der Ort, den Maria Lazar auf Zallspach abgewandelt hat, als das österreichische Lourdes bezeichnet.
Herr Kapeller geht mit seinem Raumkraftprojekt auf einen historischen Erfinder, Carl Schappeller zurück. Dieser plante tatsächlich Raumkraft als neue Energieform zu nutzen. In Aurolzmünster, im Roman Gaurolzmünster, suchte er mit einem Wünschelrutengänger jahrelang nach dem vermeintlichen Schatz des Hunnenkönigs Attila. Zur Finanzierung kassierte er viel Geld durch reiche Investoren, darunter war auch Kaiser Wilhelm II.
Der Brand der Konservenfabrik weist Ähnlichkeiten mit dem Reichstagsbrand in Berlin im Februar 1933 auf. Als Täter wird, genau wie beim realen Brand, ein Vertreter des Kommunismus und der Sozialdemokratie ausgemacht. Während in Maria Blut die wahren Täter durch Notburgas Beichte entlarvt werden, bleiben die genauen Täter und Umstände des Reichstagsbrandes ungeklärt. Die politischen Folgen waren das Ende der Weimarer Verfassung und in weiterer Folge die Entstehung der Diktatur, worauf der Brand der Konservenfabrik ebenfalls hindeutet.

## Publikationsgeschichte
Das Jahr 1933 markierte einen Einschnitt in Maria Lazars Leben. Nachdem es die Autorin geschafft hatte, sich unter ihrem Pseudonym Esther Grenen einen Namen zu machen und einige literarische Erfolge verbuchen konnte, bedeutete das Ende der Weimarer Republik und die Zerstörung der Ersten Republik in Österreich einen tiefgreifenden Einschnitt sowie eine existentielle Bedrohung. Aufgrund ihrer jüdischen Herkunft schrieb sie nach dem Reichstagsbrand im Februar 1933 an ihre Freundin Karin Michaelis, mit der Bitte um Zuflucht für sich, ihre Tochter Judith und die Familie Brecht.
Bereits in ihrem Roman Leben Verboten!, welchen sie in den Jahren 1930/1931 verfasste, thematisiert Lazar den Aufstieg des Nationalsozialismus in Österreich. Dieser konnte jedoch aufgrund der politischen Lage nicht veröffentlicht werden, da weder österreichische noch Schweizer Verlage das Werk drucken wollten. Lazar ließ sich dadurch nicht entmutigen und schrieb ihren ersten Exilroman Die Eingeborenen von Maria Blut, welchen sie 1935 in Kopenhagen fertiggestellte. Doch erneut wollte sich kein Verleger auf das Risiko einer Publikation einlassen.
Ein Teil des Romans wurde im Jahr 1937 in der Berner Tagwacht und in der Moskauer Exilzeitschrift Das Wort unter ihrem Pseudonym Esther Grenen veröffentlicht. Der Vorabdruck ist größtenteils mit der Romanfassung textident, weist jedoch dramatische Züge auf, da jegliche Anführungszeichen fehlen.
Maria Lazar, welche an einer unheilbaren Krankheit (Morbus Cushing) litt, nahm sich am 30. März 1948 das Leben. Viele ihrer Romane und Texte waren zu diesem Zeitpunkt noch immer nicht veröffentlicht, darunter auch Die Eingeborenen von Maria Blut. Erst 1958 schafft es ihre Schwester Auguste Lazar, den Roman im Greifen Verlag zu veröffentlichen. In ihren Arabesken schrieb sie: „Ihre Schwierigkeit ein Buch unter ihrem eigenen Namen unterzubringen, war zum großen Teil auf das Heraufdämmern des Hitlerismus zurückzuführen. Wie gut Maria ihr Vaterland gekannt und seine Entwicklung vorausgesehen hat, hat sie in ihrem Roman gezeigt, der bis zum heutigen Tag noch nicht veröffentlicht worden ist.“

## Rezeption
Aufgrund der langen Publikationsgeschichte des Romans, geriet er nach der Erstveröffentlichung 1958 schnell in Vergessenheit. Durch die erste Neuauflage, welche 2015 erschien, erfolgte eine Neuentdeckung. Der Neuveröffentlichung folgten einige Rezensionen, beispielsweise in der Neuen Zürcher Zeitung. Dort wird besonders Lazars „Geflecht von Erzählerstimmen“ gelobt, was die Autorin als „veritable Stimmenimitatorin“ auszeichnet. In einem Artikel von DerStandard wird das Werk als „ihr vielleicht bester Roman“ bezeichnet.
Ab Januar 2023 wird der Roman als Theaterinszenierung unter der Regie von Lucia Bihler im Akademietheater aufgeführt.

### Ausgaben
- Esther Grenen: Die Eingeborenen von Maria Blut. Greifen Verlag, Rudolfstadt 1958 (Erstausgabe).
- Maria Lazar: Die Eingeborenen von Maria Blut. Mit einem Nachwort herausgegeben von Johann Sonnleitner. 2. Auflage. DVB Verlag, Wien 2020, ISBN 978-3-903244-06-1 (verwendete Ausgabe).

### Sekundärliteratur
- Thomas Eckl – „Aber es wird einer kommen, der wird zu was führen“ – Intertextualität in Maria Lazars literarischer Auseinandersetzung mit dem dritten Reich, Wien 2017, S. 59–101, https://permalink.obvsg.at/AC14507929.
- Esther Grenen: Das Jubiläum von Maria Blut. In: Das Wort. Nr. 2. Moskau Februar 1937, S. 68–73.
- Auguste Lazar: Arabesken. Aufzeichnungen aus bewegter Zeit. Dietz Verlag, Berlin 1962.
- Maria Lazar: Die Eingeborenen von Maria Blut. Mit einem Nachwort herausgegeben von Johann Sonnleitner. 2. Auflage. DVB Verlag, Wien 2020, ISBN 978-3-903244-06-1.
- Marion Neuhold: Maria Lazar (1895–1948). Analyse ihres Exilromans „Die Eingeborenen von Maria Blut“. Universität Wien, Wien 2012, https://permalink.obvsg.at/AC10715281.
- Bruno Schlögl: Die politische Satire bei Maria Lazar, dargestellt am Beispiel ihrer beiden Werke „Die Eingeborenen von Maria Blut“ (1935) und „Det tyska ansiktet. Uttalanden av ledande tyskar“ (1943). Universität Wien, Wien 2018, https://permalink.obvsg.at/AC15072785.
- Anna Stürzer: Der Blick aus dem Exil auf Österreich in „Die Eingeborenen von Maria Blut“. In: Dramatikerinnen und Zeitstücke. Ein vergessenes Kapitel der Theatergeschichte von der Weimarer Republik bis zur Nachkriegszeit. Metzler, Stuttgart 1993, ISBN 3-476-00890-8, S. 194–202.